# Ulf Persson
Ulf Göran Harry Persson, född 5 oktober 1953 i Slottsstadens församling i Malmöhus län, död 1 augusti 2014 i Nacka församling i Stockholms län, var en svensk militär.

## Biografi
Persson avlade officersexamen vid Krigsskolan 1975 och utnämndes samma år till löjtnant vid Skånska luftvärnsregementet, där han kom att tjänstgöra till mitten av 1980-talet. Han befordrades till kapten 1978 och major 1983.
 I början av 1980-talet tjänstgjorde han en kortare tid vid Arméns radar- och luftvärnsmekanikerskola. Han tjänstgjorde under andra hälften av 1980-talet vid Huvudavdelningen för armémateriel i Försvarets materielverk, bland annat som projektledare för robotsystem 23 BAMSE och som chef för Systemledning för armé i Robotavdelningen sedan 1986. År 1992 befordrades han till överstelöjtnant och i mitten av 1990-talet tjänstgjorde han vid Högkvarteret, där han senare var chef för Utrustningssektionen i Arméledningen 1996–1998. Han var chef för Luftvärnets stridsskola 1998–2000, befordrades 1999 till överste, var ställföreträdande chef för Luftvärnsregementet 2000–2002 och var försvarsattaché vid ambassaden i Riga 2002–2006. Persson avslutade sin militära tjänstgöring vid Produktionsledningen i Högkvarteret 2013.
Ulf Persson invaldes 1997 som ledamot av Kungliga Krigsvetenskapsakademien.
Ulf Persson var son till chauffören Harry Persson och dennes hustru Doris, född Fries. Han gifte sig 2001 med Yvonne Magnusson, född Törnqvist. Ulf Persson är gravsatt i minneslunden på Nacka norra kyrkogård.